# Confraternita della Carità della Santa Croce

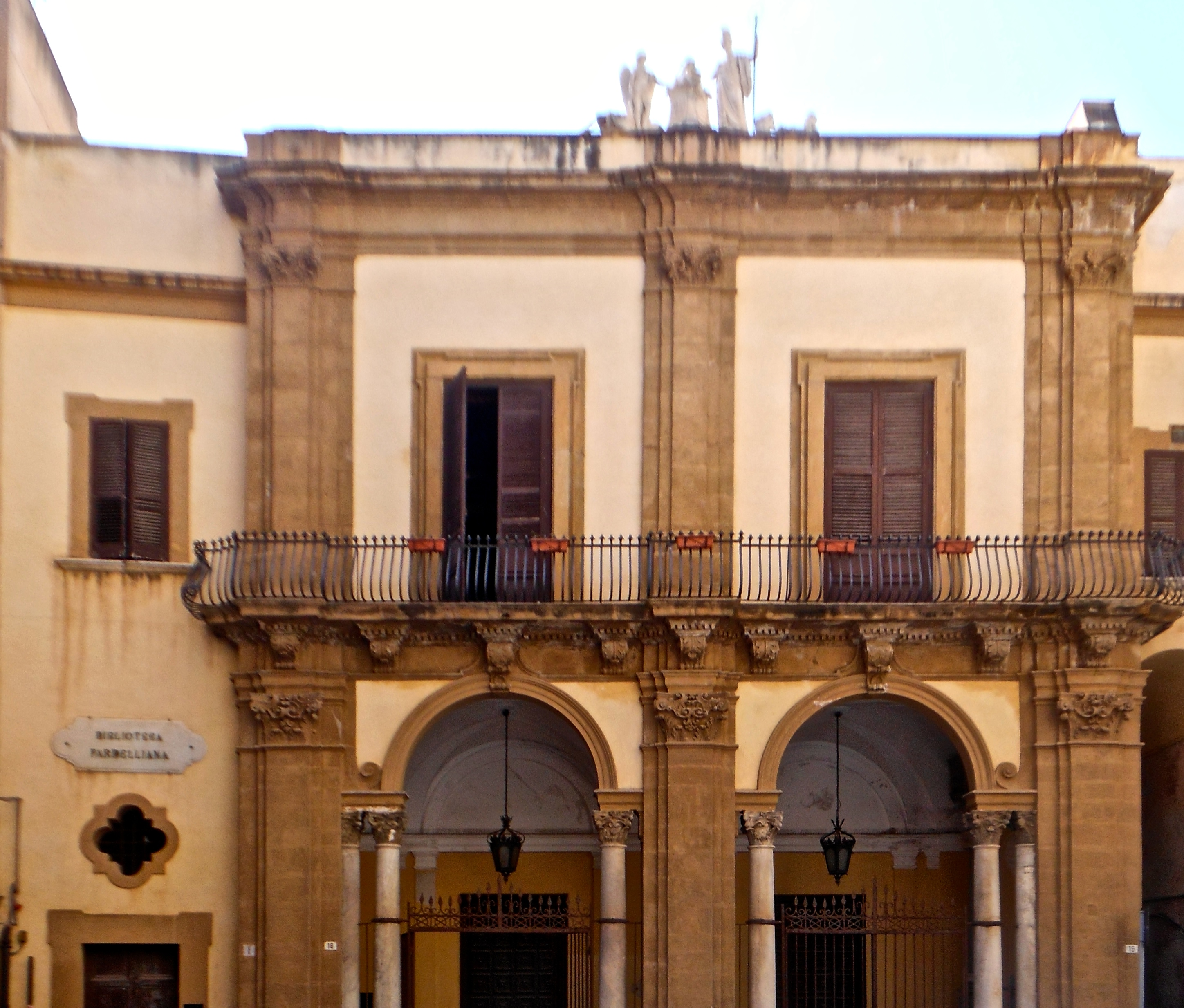
La chiesa di san Giacomo Maggiore, sede della Confraternita

La Confraternita della Carità della Santa Croce o Compagnia della Carità della Santa Croce, detta dei Bianchi, era una confraternita trapanese formata da nobili, i cui affiliati indossavano un umile abito di sacco di color bianco, con visiera bianca, stretto alla vita da un cordoncino di filo bianco, da cui pendeva una coroncina di dieci palline d’avorio o di legno bianco. Anche le scarpe ed i guanti erano di color bianco, emblema della purezza d’animo dei confratelli. Fondata nel 1555 la Confraternita si estinse nel 1826. Per essere ammessi a detta Confraternita al patrizio correva l’obbligo di fornire la prova che il proprio casato fosse nobile da almeno duecento anni.

## Storia

### Origini
La nascita della Compagnia risale ad un particolare episodio: alcuni nobili videro abbandonato nella strada il corpo di un'anziana donna, defunta da qualche giorno e già in stato di decomposizione, del quale nessuno si era preso cura. Mossi da pietà, essi lo presero in spalla dandogli poi cristiana sepoltura. Da ciò si assunsero l’oneroso compito di seppellire degnamente tutti i cadaveri dei miserabili e degli emarginati, che non appartenevano ad alcun ceto, né avevano famiglia. Sovente il destino delle sventurate spoglie dei derelitti era quello di rimanere abbandonate per giorni, creando problemi di sanità pubblica. I Bianchi asserivano che, mentre per la diffusione della fede cristiana potevano bastare rozzi, poveri e dozzinali ignoranti, diversamente: 
Altro incarico, previsto dallo statuto, e del quale si assumevano il compito i confratelli, era quello di fornire assistenza spirituale ai condannati a morte. Tre giorni prima della esecuzione capitale, i confratelli prendevano in carico il condannato, lo visitavano in carcere, recitavano assieme a lui le preghiere, e gli fornivano conforto, accompagnandolo infine al patibolo. Questi atti umanitari si svolgevano seguendo un rituale impeccabile.
Furono suoi fondatori, il 2 aprile 1555, alcuni nobili delle più cospicue famiglie della città di Trapani. Nel 1624, dopo essere stata sconsacrata, divenne sede della Confraternita la chiesa di san Giacomo Maggiore.

### Attività della Confraternita
Fondata per fini caritatevoli, venne ben presto definita una delle più nobili e pie di tutto il Regno di Sicilia.
Gli istituti della Confraternita erano tre: 
- primamente i suoi membri si assunsero l'obbligo di portare a seppellire sulle proprie spalle tutti i cadaveri dei concittadini, di qualsiasi stato e condizione sociale essi fossero (con lettere in vim pragmaticae del viceré Juan de Vega del 31 ottobre 1556 venne proibito ad ogni altro l'esercizio di tale caritatevole attività)[4];
- in secondo luogo si incaricarono di assistere tutti i condannati a morte, e ciò in forza di lettere viceregie dello stesso Juan de Vega datate 31 ottobre 1556: tre giorni prima della esecuzione, i confratelli prendevano in carico il condannato, visitandolo nel carcere, recitando assieme a lui le preghiere, dandogli conforto, ed accompagnandolo alla fine al patibolo[4];
- in terzo luogo si impegnarono a vigilare affinché tutti i loro concittadini vivessero in buona armonia, conformemente ai precetti cristiani, e a metter pace tra famiglie in disaccordo qualora sorgessero fra esse contese[4].

La Confraternita usciva in processione, precedendo tutte le altre confraternite, soltanto in occasione della processione del Santissimo Sacramento.

### Governo della Confraternita
Il governo della Confraternita era affidato ad un Reggente che veniva eletto due volte l'anno e che non doveva superare i trentatré anni d'età. A lui venivano affiancati due Coadiutori eletti quattro volte l'anno, che avevano il compito di convocare i confratelli per il seppellimento dei morti. La loro età non doveva superare i ventuno anni. Vi era pure un Cancelliere, che veniva eletto due volte l'anno e che aveva l'incarico di registrare in un apposito libro tutti i morti e le sepolture effettuate dalla Compagnia: egli non poteva superare i trentatré anni di età. Sempre due volte l'anno veniva eletto il Tesoriere, che custodiva le suppellettili della chiesa e della sagrestia, e non poteva superare i trentatré anni di età. Quattro supremi Deputati delle nuove famiglie avevano l'incarico di esaminare le discendenze delle famiglie che facevano istanza per essere ammesse nella Compagnia, accettandole o escludendole, e il loro giudizio era inappellabile. Essi venivano eletti ogni due anni e dovevano essere stati di già insigniti dalla carica di Reggente, cioè dovevano essere cavalieri esperti, autorevoli e qualificati, in ragione del delicato incarico ad essi attribuito. Questi nove ufficiali componevano il Colloquio da cui dipendeva il governo e il buon regolamento della Confraternita. Infine veniva eletto un Sindaco, una volta l'anno, che, sebbene fosse privo di voto nel Colloquio, poteva sempre intervenire per dare suggerimenti e pareri nell'interesse della Compagnia. La sua età non doveva superare i trentatré anni.
Dal 1555 al 1699 la Confraternita rimase soggetta alla giurisdizione ordinaria del vescovo di Mazara. Nel 1699, contrariamente alla normale consuetudine, venne eletto per acclamazione Reggente Vito di Ferro il quale, per maggior decoro della Confraternita pensò di sottoporla alla giurisdizione diretta della Santa Sede. Sotto il pontificato di Clemente XI venne emanata una Bolla, il 29 aprile 1705, resa esecutiva nel Regno di Sicilia nel mese di giugno dello stesso anno, con la quale veniva data conferma, approvazione e validità a tutti i capitoli della Confraternita ed ai suoi tre principali istituti.

### Ruolo politico della Confraternita
Dietro tali nobili attività di facciata, in realtà la Compagnia si costituì per motivi politici ed economici. L’idea di una simile corporazione trova le sue lontane radici nella lotta per il potere, che si sviluppò nel XV secolo tra le famiglie dei Sieri Pepoli e dei Fardella: una lotta che divise la città in due contrapposte fazioni. Il più delle volte la vittoria arrise ai Fardella, che potevano contare sull'appoggio dei Naso, dei Caro, dei Crapanzano, dei Carissima, dei Vento e degli Incumbao. Nel XVI secolo i Fardella affermarono definitivamente la loro egemonia e i Sieri Pepoli rinunziarono ad ogni velleità di predominio. L’opposizione ai Fardella venne a questo punto assunta dai Sanclemente. Dopo una serie di scontri armati le due fazioni si addivennero, anche sotto la pressione delle più alte autorità del Regno, alla stipula di un contratto di pace. L’evento avvenne ufficialmente il 15 settembre 1550 alla presenza del maestro razionale del Regno e capitano d’armi di Trapani Pietro d’Agostino, tra Giuseppe Sanclemente, barone di Inici e di Mokarta, e Gaspare Fardella, regio milite. L'istituzione della Compagnia dei Bianchi fu decisa per dare stabilità a questa pace sociale, al fine di dirimere ogni controversia all’interno del patriziato trapanese. Altro motivo della costituzione della Confraternita fu dettato dal desiderio dell'antica nobiltà di distinguersi da quella più recente. Un'altra conferma del carattere politico della Compagnia discende dall'introduzione, nello statuto, del cosiddetto discarico di coscienza, che implicava la richiesta, fatta al condannato a morte, di una piena confessione prima dell’esecuzione. A tale scopo una delegazione di nobili, vestita con gli abiti di rito, si recava più volte nella cella del condannato, salmodiando a lungo, facendogli capire che l’ora era giunta, ed esortandolo a riferire tutto ciò di cui era a conoscenza circa gli affari malavitosi della città. Con questa procedura la corporazione diventava depositaria di un enorme archivio criminale, e veniva a conoscenza dall’interno di eventuali trame segrete che costituissero pericolo per i gruppi dominanti. In conclusione, la Compagnia era un potente organismo di potere, che designava i candidati alle supreme magistrature, governava la vita economica e sociale della città, manteneva i rapporti con la Corona, e soprattutto funzionava, nel interesse di tutti, come un vero e proprio organo di risoluzione dei dissidi interni tra le varie famiglie. Il suo declino ebbe inizio a distanza di circa due secoli dalla costituzione. Tutto cominciò con un contenzioso aperto da Stanislao Clavica, capitano di giustizia di Trapani. Il viceré Giovanni Fogliani Sforza d'Aragona emanò nel 1766 un bando che toglieva alla Compagnia l'esclusiva per la sepoltura dei cadaveri. Da allora iniziò la decadenza che si protrasse fino al 1826, anno del definitivo scioglimento. L’atto finale fu la cessione da parte dei nobili confrati del piano superiore del loro palazzo al Comune di Trapani, con il vincolo di allocarvi una pubblica biblioteca, la Fardelliana.

## Famiglie fondatrici della Confraternita
Le famiglie che fondarono la Confraternita della Carità della Santa Croce il 2 aprile 1555 sono le seguenti:
1. Crapanzano
2. Fardella
3. Provenzano
4. Carissima
5. Vento
6. Sieri Pepoli
7. Riccio
8. Vincenzo
9. Omodei
10. Rovere
11. Mongiardino
12. Lino
13. Burgio
14. Barlotta
15. Ferro
16. Termini
17. Incubao
18. Caro
19. Sanclemente
20. Aiuto
21. Naso
22. Reda
23. Ravidà
24. Bosco
25. Grignano
26. Monsù
27. Damiano
28. Amato

Ad esse, dal 1557 al 1759 si aggiunsero altre importanti famiglie.